# Morcín
Morcín is een gemeente in de Spaanse provincie en regio Asturië met een oppervlakte van 50,05 km². Morcín telt 2.707 inwoners (1 januari 2016).

## Demografische ontwikkeling
Bron: INE, 1857-2011: volkstellingen